# Aphaobius angusticollis
Aphaobius angusticollis – gatunek chrząszcza z rodziny grzybinkowatych i podrodziny zyzkowatych. Endemit Słowenii.

## Taksonomia
Gatunek ten opisany został po raz pierwszy w 2010 roku przez Marca Bognolę i Dantego Vailatiego na łamach czasopisma „Scopolia”. Jako miejsce typowe wskazano Arneševą luknję w słoweńskiej miejscowości Spodnje Duplje.
W obrębie rodzaju należy do grupy gatunków kraussi wraz z: A. brevicornis, A. haraldi, A. knirschi, A. kraussi i A. mixanigi.

## Morfologia
Chrząszcz o ciele długości od 2,8 do 3,1 mm. Ubarwienie ma w całości brązowe. Głowa jest pozbawiona oczu oraz zaopatrzona w długie i cienkie czułki, u samca sięgające tylnej ⅓ pokryw po rozprostowaniu do tyłu. Ich ósmy człon jest dwukrotnie dłuższy od poprzedniego. Przedplecze jest poprzeczne, od 1,4 do 1,6 raza szersze niż dłuższe, najszersze w nasadowej ⅓, smuklejsze niż u innych przedstawicieli grupy kraussi. Boki ma równomiernie łukowate w części przedniej i zbieżne lub lekko zafalowane w części tylnej, a tylne kąty ostre, ale niespiczaste. Stosunek długości do szerokości jajowatych, najszerszych w połowie pokryw wynosi od 1,3 do 1,4. Powierzchnia pokryw jest poprzecznie rowkowana. Skrzydeł tylnej pary brak zupełnie. Płat środkowy edeagusa samczych genitaliów jest krótszy niż paramery i w widoku grzbietowym ma boczne brzegi części odsiebnej prawie równoległe w nasadowych 4/5, a dalej lekko zafalowane i ku zaokrąglonemu szczytowi zbieżne. Dosiebna krawędź szczytowego otworu edeagusa jest prosta do lekko wypukłej.

## Ekologia i występowanie
Owad palearktyczny, południowoeuropejski, endemiczny dla Słowenii. Znany jest z trzech jaskiń położonych około 2 km na północ od Nakla: Arneševej luknji, Velikiej Lebincy i Urhovej jamy.